# Голяма остроклюна цветарница
Голяма остроклюна цветарница (Oreomanes fraseri) е вид птица от семейство Тангарови (Thraupidae), единствен представител на род Oreomanes. Видът е почти застрашен от изчезване.

## Разпространение
Видът е разпространен в Аржентина, Боливия, Еквадор, Колумбия, Перу и Чили.